# Matthias Pintscher
Matthias Pintscher (* 29. Januar 1971 in Marl) ist ein deutscher Komponist und Dirigent.

## Leben
In jungen Jahren bekam Matthias Pintscher Kompositionsunterricht bei dem ungarischen Komponisten István Nagy. Nach einem Studienaufenthalt in London begann er 1988 seine kompositorische Ausbildung bei Giselher Klebe an der Hochschule für Musik Detmold. 1990 begegnete er Hans Werner Henze; 1991 und 1992 wurde er zum Cantiere Internazionale d’Arte nach Montepulciano eingeladen. Von 1992 bis 1994 studierte er bei Manfred Trojahn an der Robert Schumann Hochschule in Düsseldorf. Es folgten Einladungen zum Wiener Kompositionsseminar 1994 (mit Péter Eötvös, Helmut Lachenmann und dem Klangforum Wien) und zum Stuttgarter Symposium „Komponist/Dirigent“ 1995 (beim Festival Musik der Jahrhunderte), eine Reihe von Portrait-Konzerten (u. a. bei den Salzburger Festspielen 1997 und in der Alten Oper Frankfurt 2003) sowie Aufenthalte als „Composer in Residence“: 1999/2000 am Nationaltheater Mannheim, 2000–2002 beim Cleveland Orchestra, 2002/2003 im Konzerthaus Dortmund, 2006 bei Ars Musica Brüssel und beim Lucerne Festival, 2006/07 beim Radiosinfonieorchester Saarbrücken und 2007/2008 in der Kölner Philharmonie.
Pintscher arbeitete mit Interpreten weltweit zusammen, u. a. mit dem Ensemble Modern (Frankfurt), dem Scharoun-Ensemble der Berliner Philharmoniker, Klangforum Wien, Avanti! (Helsinki), ensemble contrechamps (Genf), remix ensemble (Porto). Daneben hat er bereits mit zahlreichen Orchestern kooperiert, u. a. der Staatskapelle Berlin, DSO Berlin, RSB, NDR Sinfonieorchester Hamburg, Radio-Sinfonieorchester Stuttgart, MDR-Sinfonieorchester Leipzig, RSO Saarbrücken, Frankfurter Opern- und Museumsorchester, RSO Wien, Luzerner Sinfonieorchester, Orchestre National de Strasbourg, BBC Symphony Orchestra, Danish Radio Symphony Orchestra, Cleveland Orchestra, Philadelphia Orchestra und dem Chicago Symphony Orchestra.
Seit 2007 ist Matthias Pintscher Professor für Komposition an der Hochschule für Musik und Theater München sowie seit 2014 an der Juilliard School in New York. Zudem leitet er die „Akademie Junger Komponisten“ (ehemals „Heidelberger Atelier“) des Musikfestivals Heidelberger Frühling. Seit 2013 leitet er das Ensemble intercontemporain in Paris. 2015 war Pintscher als Composer in Residence beim Grafenegg Festival in Niederösterreich. Seit Sommer 2016 leitet er als Principal Conductor das Orchester der Lucerne Festival Academy an der Seite von Wolfgang Rihm. Im September 2018 ist er aus persönlichen Gründen von diesem Posten zurückgetreten.
In seiner Freizeit betätigt Pintscher sich als Kunstsammler und -händler. Er lebt überwiegend in New York.

## Ehrungen, Mitgliedschaften
- 1991 Förderpreis des Süddeutschen Rundfunks Stuttgart
- 1992 Stipendiat der Studienstiftung des deutschen Volkes; 1. Preis beim Kompositionswettbewerb Hitzacker; 1. Preis beim Kompositionswettbewerb des Agosto Corcianese (Perugia)
- 1993 Rolf-Liebermann-Preis (Stipendium) der Körber-Stiftung Hamburg; Wilfried-Steinbrenner-Stipendium der Dramatiker Union, Berlin
- 1993/94 Paris-Stipendium der Studienstiftung des deutschen Volkes
- 1994 Prix de la SACEM (Paris)
- 1995 Kasseler Kunstpreis
- 1996 DAAD-Stipendium für einen Jahresaufenthalt in London; Preis für Opernkomposition der Körber-Stiftung Hamburg (für Thomas Chatterton)
- 1999 Prix Prince Pierre de Monaco; Kulturpreis der VR-Leasing AG (Frankfurt)
- 2000 Kompositionspreis der Salzburger Osterfestspiele; Hindemith-Preis (im Rahmen des Schleswig-Holstein Musik Festivals)
- 2001 Grand Prix de l'Académie Charles Gros (für CD in der Reihe „Teldec New Line“); Cecilia-Preis (Belgien)
- 2002 Hans-Werner-Henze-Preis (Westfälischer Musikpreis)
- 2004 Ordentliches Mitglied der Bayerischen Akademie der Schönen Künste

## Werke

### Klavier solo
- Monumento I (1991)
- Tableau / Miroir (1992)
- Nacht. Mondschein (1994)
- on a clear day (2004)

### Kammermusik
- 2° quartetto d’archi (1990)
- Partita für Violoncello (1991)
- Omaggio a Giovanni Paisiello für Violine (1991, revidiert 1995)
- Ritratto di Gesualdo (4° quartetto d’archi) (1992)
- Sieben Bagatellen mit Apotheose der Glasharmonika für Bassklarinette (1993, revidiert 2001)
  - Fassung für Klarinette (1994, revidiert 2001)
- Départ (Monumento III) für Ensemble (1993, revidiert 1995)
- dernier espace avec introspecteur für Akkordeon und Violoncello (1994)
- Figura II / Frammento für Streichquartett (1997)
- Figura I für Akkordeon und Streichquartett (1998)
- in nomine für Viola (1999)
- Figura IV / Passaggio für Streichquartett (1999)
- Figura III für Akkordeon (2000)
- Figura V / Assonanza für Violoncello (2000)
- Janusgesicht für Viola und Violoncello (2001)
- Study I for Treatise on the Veil für Violine und Violoncello (2004)
- Study II for Treatise on the Veil für Violine, Viola und Violoncello (2006)
- svelto für Violine, Violoncello und Klavier (2006)
- Study III for Treatise on the Veil für Violine solo (2007)
- nemeton für Schlagzeug solo (2007)
- shining forth für Trompete solo (2008)

### Orchestermusik
- Devant une neige (Monumento II) (1993)
- Dunkles Feld – Berückung (1993, revidiert 1998)
- Choc (Monumento IV) (1996)
- Fünf Orchesterstücke (1997). UA 1997 Salzburger Festspiele (Philharmonia Orchestra London, Dirigent: Kent Nagano)
- Sur “Départ” (2000). UA 2000 (NDR Sinfonieorchester, Dirigent: Christoph Eschenbach)
- with lilies white (2001–2002). UA 2002 (Cleveland Orchestra, Dirigent: Christoph von Dohnányi)
- towards Osiris (2006). UA 2006 (Berliner Philharmoniker, Dirigent: Simon Rattle)
- Verzeichnete Spur (2006)
- Osiris (2007). UA 2008 (Chicago Symphony Orchestra, Dirigent: Pierre Boulez)
- Songs from Solomon's Garden, EA April 2010 (hr-Sinfonieorchester, Dirigent: Lucas Vis)

### Werke für Blasorchester
- Invocazioni (1991) (Uraufführung 1992 in Aalen)

### Konzerte
- La Metamorfosi di Narciso für Violoncello und Ensemble (1992)
- tenebrae für Viola und kleines Ensemble mit Live-Elektronik (2000–2001)
- en sourdine für Violine und Orchester (2003). UA 2003 (Frank Peter Zimmermann, Berliner Philharmoniker, Dirigent: Péter Eötvös)
- Reflections on Narcissus für Violoncello und Orchester (2005). UA 2006 (Truls Mork, Orchestre de Paris, Dirigent: Christoph Eschenbach)
- Transir für Flöte und Kammerorchester. UA 2006 Luzern (Lucerne Festival; Emmanuel Pahud, Mahler Chamber Orchestra, Dirigent: Daniel Harding)
- Chute d'étoiles (Partie I). Hommage à Anselm Kiefer für zwei Solotrompeten und Orchester. UA am 21. Juli 2012 mit dem Schleswig-Holstein Festival Orchester unter Leitung des Komponisten in Büdelsdorf, Solisten: Reinhold Friedrich und Simon Höfele[6]

### Bühnenwerke
- Gesprungene Glocken (1993/94, revidiert 2000). Musiktheaterstück. Libretto: nach Texten von Georg Büchner, Jean Paul, Arthur Rimbaud und aus der Offenbarung des Johannes. UA (1. Fassung) 25. April 1994 in Berlin (Parochialkirche); (2. Fassung) 8. April 2000 Mannheim (Nationaltheater)
- Thomas Chatterton. Oper in 2 Teilen (1994–1998). Libretto: Claus H. Henneberg und Matthias Pintscher (nach dem gleichnamigen Stück von Hans Henny Jahnn). UA 1998 Dresden (Staatsoper)
- L’espace dernier (2002–2003). Musiktheaterstück in 4 Teilen. Libretto: Matthias Pintscher, nach Arthur Rimbaud. UA 23. Februar 2004 Paris (Opéra Bastille)

### Vokalmusik
- Gesprungene Glocken für Sopran und Orchester (1996)
- a twilight's song für Sopran und 7 instrumente (1997)
- Music from “Thomas Chatterton” für Bariton und Orchester (1998)
- Monumento V für 8 Stimmen, 3 Violoncelli und Ensemble (1998)
- Hérodiade-Fragmente für Sopran und Orchester (1999). UA 1999 (Christine Schäfer, Berliner Philharmoniker, Dirigent: Claudio Abbado). Amerikanische Erstaufführung 2004 New York (Carnegie Hall)
- Lieder und Schneebilder für Sopran und Klavier (2000)
- Vers quelque part ... – façons de partir für Frauenstimmen und Schlagzeug (2000)
  - Fassung für Frauenstimmen, Schlagzeug, 3 Violoncelli und Live-Elektronik (2001)